# モテ髪師 大悟
モテ髪師 大悟(もてがみし だいご、1978年3月2日 -)は、日本の美容師、経営者。
株式会社PEACEFUL DAYS代表取締役社長。本名は義永大悟（よしながだいご）。山口県下関市出身。

## 来歴
- 1997年3月、福岡県久留米理容美容専修学校（現、福岡南美容専門学校）を卒業。

- 神奈川県の美容室に就職。その後、福岡県の美容室を経て、2008年4月に「PEACE HAIR MAKE」を福岡市中央区に設立。「モテ髪師」として活動を開始。究極の似合わせとその人の魅力を引き出す「モテ髪診断」を作り出し、話題となる。骨格診断を活かしたヘアカットを行う第一人者として、メディアなどで取り上げられている。

- 2011年10月、「女磨き」をテーマにした体験型セミナースクールである「フクオカ美女大学」を開設。学長を務める。

- 2014年、セルフ巻き髪講師を育てる「日本美人髪協会」を開設。会長として、巻き髪の仕方を女性たちに教える講師「美人髪コンサルタント」を育成。

- 2015年1月、東京・表参道に「Hair salon peace omotesando」を設立。

- 2015年12月、福岡市中央区に「Hair salon PEACE DAIMYO」を設立。

- 「大悟さんに切ってもらうと彼氏ができる」 というジンクスが女性の間で評判となり、2016年1月、フジテレビ系列の「パイセンTV」に出演。以来、新規予約待ちが5000人に。「日本で一番予約の取れない美容師」と話題になる。

- 2016年５月、大阪市中央区に「Hair salon PEACE NAMBA」を、同年8月福岡市博多区に「Hair salon PEACE HAKATA」を設立。

- 2020年に「PEACE HAIR MAKE」を、フランチャイズ店舗として譲渡。

- 現在は、「モテ髪プロデュースサロン」として「Hair salon peace omotesando」「Hair salon PEACE DAIMYO」「Hair salon PEACE NAMBA」「Hair salon PEACE HAKATA」を経営。

- 2020年から「モテメンタルコーチ」を名乗り、「メンタルからモテる女性に変えていく」ことを目指して対面やオンラインで１対１のコーチングを行っている。

- 2020年6月、YouTuber・エミリンの「エミリンチャンネル」に出演。エミリンの髪を切って、変身させたことが話題になる。

- 2020年8月よりYouTubeチャンネル「モテ髪師大悟モテTUBE!」を開設。

- 2020年9月、株式会社PEACEFUL DAYS設立。代表取締役社長に就任。

## TV
- 2015年９月、関テレ「真夜中市場」

- 2016年1月24日、フジテレビ系「人生のパイセンTV」

- 2016年2月21日、フジテレビ系「人生のパイセンTV」

- 2016年3月31日、TBS系「激突!!ニッポン仕事人」

- 2016年4月20日、フジテレビ系「人生のパイセンTV 春のブチアゲ胸キュンモテ髪モテ技すべて見せます90分スペシャル」

- 2016年5月2日、BS TBS「男子視聴禁止」

- 2016年7月28日、TNC「ピカ男ピカ女」

- 2016年9月4日、フジテレビ系「人生のパイセンTV」

- 2016年9月19日。毎日放送「今後爆売れしたら前から知ってたよって自慢できるの集めてみた」

- 2016年11月20日、フジテレビ系「人生のパイセンTV」

- 2018年1月9日、NHK総合テレビ「あさイチ」

- 2018年9月30日、日本テレビ「エイキョーさん2」

- 2020年3月20日、関西テレビ放送「やすとも・友近のキメツケ！」

- 2021年6月16日、日本テレビ「ヒルナンデス！」

- 2022年5月、TBS「ラビット！」

- 2022年9月、TBS「ラビット！」

- 2022年10月、TBS「ラビット！」

- 2023年1月、TBS「ラビット！」

- 2023年6月、フジテレビ「ケーキのかわり」

- 通販番組「QVC」出演

## 著書
- 『モテ期は月に一度やってくる。』（角川マガジンズ）
- 『モテ髪師大悟の「自分でできる」モテ髪テクニック』（マガジンハウス）
- 『84.7%の女性をモテさせた僕が密室でこっそり教えていたこと』（サンマーク出版）
- 『気づかなかった「あなたの魅力」の見つけ方』（三笠書房）
- 『髪を変えると100倍可愛くなる　モテ髪のルール』（朝日新聞出版）

## 雑誌
- 「女性自身」（光文社） 2016年3月15日号
- 「シティ情報ふくおか」（シティ情報ふくおか） 2016年3月号
- 「Ray」（主婦の友社） 2016年7月号
- 「美的」（小学館） 2016年7月号
- 「サンキュ！」（ベネッセコーポレーション）2016年7月号
- 「美人百花」（角川春樹事務所） 2016年8月号
- 「GINZA」 （マガジンハウス）2016年8月号
- 「美人百花」（角川春樹事務所）2016年10月号
- 「美ST」（光文社）2016年11月号
- 「bea's up」（ネコ・パブリッシング）2016年12月号
- 「InRed ヘアカタログ　2017年」（宝島社）2016年11月
- 「MAQUIA」（集英社）2017年３月号
- 「美ST」（光文社）2017年6月号
- 「an.an」(マガジンハウス)2017年8月2日号
- 「an.an」(マガジンハウス)2017年10月11日号
- 「and GIRL」（エムオン・エンタテインメント）2017年11月号
- 「with」(講談社)2017年12月号